# Gostków (Basse-Silésie)
Pour l’article homonyme, voir Gostków (Sainte-Croix).
Gostków est une localité polonaise de la gmina de Stare Bogaczowice, située dans le powiat de Wałbrzych en voïvodie de Basse-Silésie.